# Vịt cỏ Vân Đình
Vịt cỏ Vân Đình là giống vịt cỏ bản địa được chăn thả theo hình thức truyền thống trên các đồng chiêm của huyện Ứng Hòa, Vân Đình, Hà Nội. Vịt cỏ Vân Đình đã trở thành một thương hiệu nổi tiếng, vốn xưa nay được kinh doanh không những ở Vân Đình, mà còn là món ẩm thực Hà thành đã có trong thực đơn của rất nhiều nhà hàng khắp trong Nam ngoài Bắc, chúng là nguyên liệu để chế biến nhiều món ăn ngon mà theo người dân địa phương là không có nơi nào có thể ngon hơn điều này khiến Hà Nội được xem là thủ phủ vịt cỏ. Hiện nay, giống vịt cỏ này có nguy cơ bị mai một ngay trên vùng đất truyền thống của chúng do phải cạnh tranh với giống vịt bầu cánh trắng nhập theo đường tiểu ngạch từ Trung Quốc và được nuôi đại trà do năng suất cao hơn, giá thành rẻ hơn.

## Đặc điểm

### Thể chất
Vịt cỏ Vân Đình có đặc điểm là nhỏ con, lông cánh dài, màu cà kêm, thớ thịt dày, thơm, xương nhỏ. Những chú vịt cỏ được nuôi thả trong môi trường tự nhiên, ăn thóc rơi, tôm tép nên không bị béo phì. Vịt cỏ Vân Đình có sớ thịt mỏng, xương mềm và ngọt. Trọng lượng vịt xấp xỉ 1,5 kg nên thịt mỏng mà không khô, xương mềm, ngọt, ăn không bị ngấy nên dễ chế biến. Con vịt cỏ nặng chỉ chừng 1,2 - 1,4 kg, thịt có thơm ngon nhưng mỏng mảnh, vịt cỏ đẻ mỗi năm 270 quả trứng, dẻo đến cả 1.000 ngày. Một con vịt cỏ đực phụ trách tới mười hai con cái hơn vịt siêu thịt chỉ có tỷ lệ một đực sáu cái.
Giống vịt này lớn nhất cũng chỉ khoảng 1,2-1,3 kg một con. Sống giữa thiên nhiên, lớn lên nhờ thiên nhiên, vị thơm ngon đặc biệt của vịt cỏ ruộng đồng chiêm trũng Ứng Hòa này không vùng nào tương tự Tuy vậy, nhìn chung vịt cỏ năng suất thấp, lớn chậm và trọng lượng thấp, mỗi con chỉ khoảng 1,5 kg-1,8 kg mà phải nuôi 70 ngày mới được xuất chuồng, vịt cỏ nuôi phải 70 ngày mới bán được, mà mỗi con chỉ được khoảng 1,5 kg, chăm tốt mới được 1,7 - 1,8 kg Nhìn chung, giống vịt này năng suất không cao, lớn chậm và trọng lượng không cao. Vịt cỏ nuôi phải 70 ngày mới bán được, mà mỗi con chỉ được khoảng 1,5 kg, chăm tốt mới được 1,7 - 1,8 kg . 

### Tập tính
Vào mùa mưa, nước ngập trắng đồng, hàng trăm chú vịt nhởn nhơ bơi lội, chạy đua với thời gian để lớn nhanh trước khi cánh đồng cạn nước. Không được vỗ béo bằng cám, bằng bột tăng trọng mà tự kiếm ăn từ những hạt lúa còn sót lại, từ những chú giun, dế béo tròn, hít khí trời trên cánh đồng mênh mông. Con vịt cỏ suốt ngày luồn vào ruộng lúa ăn rong rêu, tôm tép, sâu bọ, mồm nó làm cỏ, đít nó bỏ phân. Nước ngoài đồng càng lớn vịt cỏ càng lớn nhanh.
Vịt cỏ Vân Đình khôn, chăn cách xa cả cây số, con nào mải ăn sót lại trên đồng đêm đến vẫn nhớ máng, nhớ chuồng mà quay về. Lẫn đàn là vịt cỏ vùng vằng đòi ra, có chuột, rắn, có quạ diều là cả đàn dồn lại một chòm, ngẩng đầu lên báo động bằng tiếng "quàng quạc", có mồi ăn là gọi nhau mời mọc bằng tiếng "kít kịt kịt". Người nuôi khi cho ăn chỉ cần chu miệng gọi "kít kít kít" là cả đàn vịt chạy đến châu mỏ quanh xe chờ ăn, chúng thuộc tiếng gọi, thuộc cả màu áo của chủ nhân thường mặc, tuy nhiên vào mùa mưa bão, vịt cỏ rất hay đi theo dòng nước, dễ mất.
Tối đàn vịt được quây lại một chỗ trên cánh đồng. Chuồng vịt có ba lớp bảo vệ, thứ nhất là đàn chó dữ, thứ hai bằng những cái tai thính của các con ngỗng già, thứ ba bằng chính cái lều chăn vịt. Gột vịt khi bé ăn cơm thấm nước hay bún xắt nhỏ, bốn năm ngày tuổi ăn tép, giun, ngoài hai mươi ngày tuổi khẩu phần ăn sẽ chỉ là thóc chắc. Hạt thóc được người chăn cầu kỳ ngâm cả đêm nhu nhú mầm đem cho vịt ăn là béo đến phồng phao câu. Gột vịt cỏ từ lúc bóc trứng đến khi chéo cánh thịt được mất đúng hai tháng, thức ăn tốn rất ít. Lưu ý nếu ao hồ đang nuôi cá chim, cá trê lai mà lùa đàn vịt giống xuống thì cẩn thận vì khi vịt đực nhảy lên lưng vịt cái đạp (giao phối), thì dương vật chúng thò ra, cá dưới ao sẽ rỉa ngay

## Trong ẩm thực

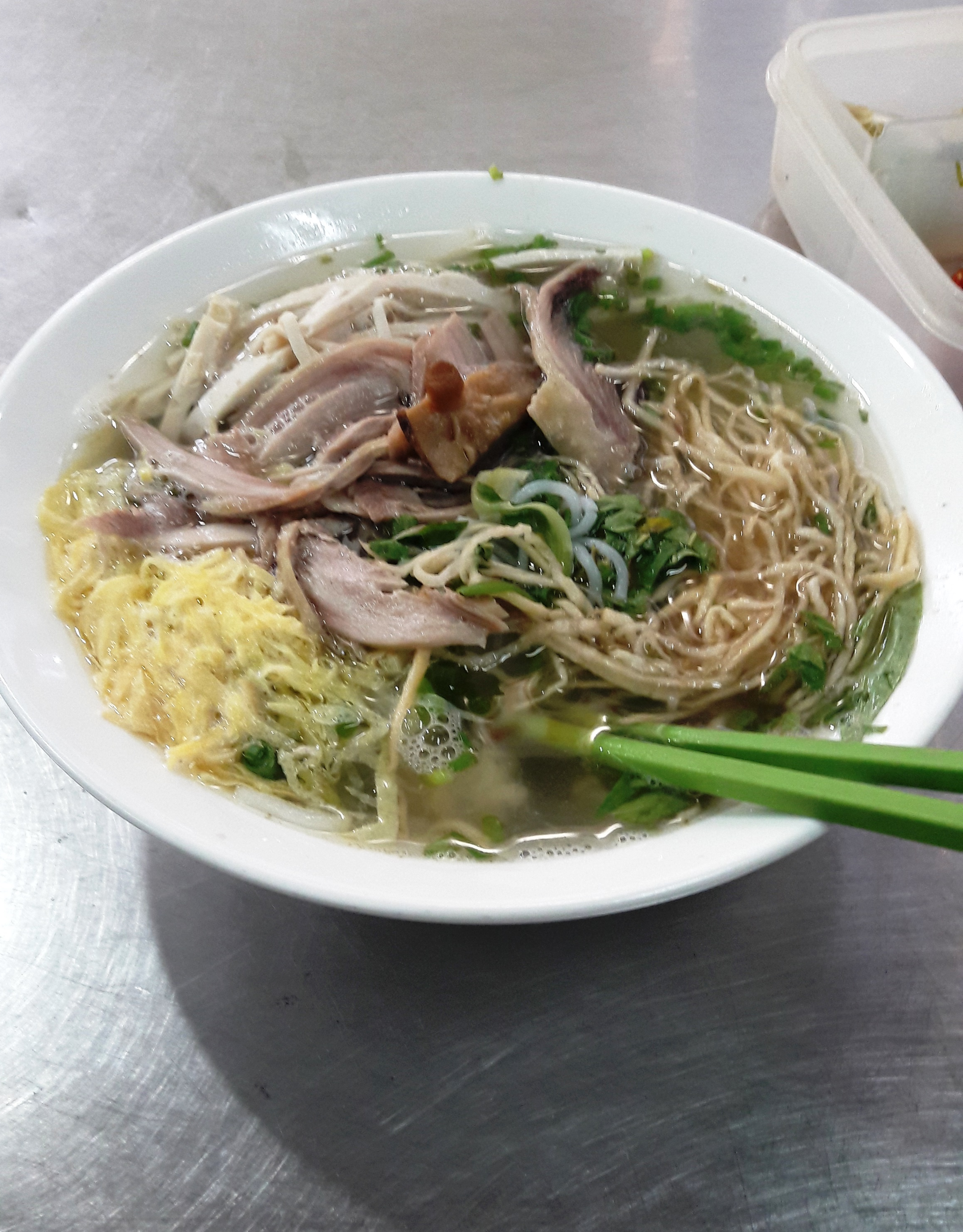
Bún vịt Vân Đình

Đặc sản vịt cỏ Vân Đình vốn nổi tiếng khắp trong Nam ngoài Bắc, bởi giống vịt, kiểu nuôi và công thức chế biến vịt cỏ đặc biệt của người Vân Đình (Ứng Hoà, Hà Nội). Vịt cỏ Vân Đình với đủ món chế biến hấp dẫn như: Tiết canh, luộc, rang, nướng, om sấu. Trước kia, khi đi mua vịt, người ta thường sờ phao câu vịt để biết con nào béo, con nào gầy, bây giờ muốn biết vịt có ngon hay không thì phải sờ lườn vịt, nếu lườn dày thịt chứng tỏ đó là vịt già, ăn sẽ ngọt thịt. Hoặc có thể dựa vào trọng lượng của con vịt để xác định tuổi của nó đó là bí quyết để chọn được vịt ngon .
Nhắc tới các món vịt ở miền Bắc, không đâu có thể ngon hơn đất Vân Đình (Hà Nội) với Vịt nướng than hồng cho ngày se lạnh, ở trong phố, giờ đây cũng có nhiều điểm bán vịt nướng để thưởng thức. Dù chỉ đơn giản là món thịt luộc bày đĩa, bát nước canh măng ăn kèm với bún cũng đủ kéo khách nườm nượp tới ăn. Với nguyên liệu là những con vịt cỏ, được chế thành đủ món như tiết canh vịt, vịt om sấu, cháo vịt, vịt nấu chao, vịt quay, vịt nướng. Riêng vịt nướng cũng có ba kiểu chế biến như vịt tẩm mật ong, vịt nướng lá chanh nhưng phổ biến nhất vẫn là vịt ướp gia vị bình thường.
Thịt vịt nướng được xếp vào vỉ nướng trên lò, xoay đều nên không bị cháy mà vàng như mật ong. Một số hàng rắc thêm chút vừng lên đĩa thịt cho thơm. Một bí quyết quan trọng giúp các nhà hàng chinh phục khách chính là nước chấm. Chỉ đơn giản làm từ nước mắm hoặc xì dầu, tỏi, ớt mà mỗi hàng lại có độ gia giảm khác nhau. Thành phần ăn kèm với vịt nướng là mùi tàu, rau húng, gần đây được bổ sung thêm cả diếp cá. Ngoài ra, một số nơi còn bán kèm măng ngâm ớt chua cay, ăn khá ngon miệng.
Vịt nướng hấp dẫn người ta trước tiên ở cái mùi thơm nức mũi, rồi đến cái sắc ươm vàng óng ả trên từng miếng thịt đều tăm tắp. Vịt được xếp từng nửa con một trên vỉ nướng, xoay đều trên bếp than đỏ rực. Xoay đến đâu, vỉ thịt óng vàng đến đó, khói um thơm phức. Lớp da vịt ngả màu vàng hơi cháy sém, sớ thịt bên trong hồng nâu hấp dẫn. Cắn vào lớp da dai dai giòn giòn được tẩm ướp thật khéo đã thấy ngất ngây với vị mặn ngọt thật khó tả, rồi đến lớp thịt thơm mềm ngọt đậm đà. Một bát nước chấm nhỏ vàng sánh, ngọt lừ. Thưởng thức vịt cỏ Vân Đình chẳng mấy ai bỏ xương, cắn một miếng vịt vàng ruộm, nhai trọn cả phần xương mềm ngọt giòn rụm để cảm thấy cái ngọt đậm đà từ bên trong.
Người sành ăn chỉ cần nhìn miếng thịt được chặt ra là đoán biết được ngay đây có phải là giống vịt cỏ Vân Đình chính hiệu hay không. Trước thực đơn phong phú toàn những món từ vịt cỏ: vịt nấu chao, vịt luộc, tiết canh vịt, vịt om sấu, vịt bọc đất, vịt hầm sấu, lẩu vịt mà thưởng thức được hết những món ăn đó, cũng phải mất cả tuần. Nhưng có món tiết canh vịt tráng miệng trước khi thưởng thức những món khác. Bát tiết nhỏ được đánh thật khéo, không có mùi tanh mà chỉ thơm nhè nhẹ. Tiết được cắt vào bát nhỏ có sẵn chút nước mắm pha với nước, bỏ vài giọt huyết đầu và cuối, chỉ lấy phần huyết đỏ hồng. Bộ lòng vịt luộc chín, thịt lườn vịt thái hạt lựu, lạc rang giã giập, sụn lườn và cổ băm thật nhuyễn tất cả bày vào đĩa sâu lòng.

## Thực trạng

### Trước những năm 90
Những năm 90 của thế kỷ trước, vùng này nuôi vịt cỏ là chủ yếu nhưng, giống vịt này chỉ có lợi cho người kinh doanh mà không mang lại nhiều lợi ích kinh tế cho người nông dân, nuôi vịt cỏ vừa lâu, vừa tốn nguồn thức ăn mà mỗi con chỉ được 1,5 kg, lại bị ép giá nên không có lãi. Người dân chuyển sang nuôi vịt bầu cánh trắng, bán theo giá trị trường. Nguồn cen vịt cỏ Vân Đình vẫn còn, nhưng chẳng ai nuôi vì giá trị kinh tế không cao, nuôi vịt rủi ro cao, nên ít nhà đầu tư lớn mà chỉ nuôi vài trăm con, đồng ruộng, sông hồ giờ ô nhiễm, muốn phát triển vịt cỏ cũng khó khăn.Giờ về Vân Đình đỏ mắt cũng không tìm được chú vịt cỏ lội đồng nào, thay vào đó là vịt bầu nuôi công nghiệp điều này đã làm cho giống thủy cầm tưởng chừng như đã tuyệt chủng mười mấy năm nay nhưng dù vậy, một số nơi vẫn còn duy trì chăn giống này
Trong lịch sử, vào mùa đông năm 1984 vùng này gặp nạn rét khiến kinh tế khó khăn dẫn đến mỗi con vịt cỏ đẻ hồi ấy đổi ngang một cân gạo mậu dịch mà người làng vẫn phải ngậm ngùi lùa ra chợ bán vì không tìm ra ra thóc cho vịt ăn, có người phải bán tài sản ra chợ đổi hai tạ thóc để nuôi đàn vịt cỏ. Sau đó tháng 5 năm 1984, khi lúa chiêm ngoài đồng bắt đầu cong đòng cũng là lúc giá vịt tăng vù vù, tăng chóng mặt. Một con vịt đẻ bán đổi được 30 cân thóc và một quả trứng vịt ngang giá một cân thóc.
Những năm đó, người chăn nuôi cũng đã phát hiện có một đàn vịt lạ, lông chúng màu trắng tinh, mỏ vàng tươi, lớn nhanh như thổi, to như ngan, như ngỗng. Mỗi con được lưng bát ô tô mỡ. Cắn miếng thịt vịt mà cứ phùm phụp như cắn miếng đậu phụ rán, ngập cả chăn răng, đó chính là vịt bầu cánh trắng từ Trung Quốc. Theo trào lưu thịt vịt cắn ngập chân răng, đàn vịt cỏ tan nát dần mà đỉnh điểm là năm 1999 - 2000, chúng khó cạnh tranh lại được vịt siêu, vịt bầu cánh trắng. Các chợ quê không buôn bán vịt cỏ, các quán cháo vịt Vân Đình khắp cả nước trưng biển vịt cỏ nhưng cũng toàn vịt siêu, vịt bầu do các giống này năng suất rất cao.

### Giai đoạn hiện nay
Hiện nay, đặc sản vịt cỏ Vân Đình thực chất là vịt nuôi công nghiệp. Hàng ngàn thực khách đang bị lừa ăn vịt cỏ Vân Đình. Vịt cỏ Vân Đình đang được các nhà hàng trưng biển như một loại đặc sản cũng bị nhái bằng những con vịt cánh trắng nuôi công nghiệp. Vịt cỏ năng suất không cao, nuôi lâu nên chính các gia đình ở vùng Vân Đình cũng chuyển sang nuôi vịt công nghiệp để nhanh xuất chuồng. Ở đây toàn mang vịt nuôi ở nơi khác về đây bán và khu vực này không còn nhà nào nuôi vịt cỏ có nhà hàng bán ra mỗi ngày hàng trăm, hàng nghìn con nhưng không phải là vịt cỏ Vân Đình. Thực chất vịt cỏ Vân Đình tại các quán hiện nay đều là loại vịt cánh trắng được sơ chế thành đặc sản.
Những vịt căng tròn, béo ngậy được kẹp trong vỉ nướng nghi ngút khói, toả mùi thơm lừng, đó là cách chế biến để đảm bảo vịt sẽ ngon như vịt cỏ chỉ từ 1,2 kg- 1,6 kg. Dù không phải vịt cỏ Vân Đình nhưng muốn để người ăn có cảm giác được vị ngọt, giòn thì quan trọng nhất là khâu tẩm ướp gia vị. Gia vị để ướp vịt phải là dầu thơm, lá mắc mật, cùng với hàng chục nguyên liệu tẩm ướp khác, đặc biệt phải cho thực khách thưởng thức theo kiểu vừa thổi, vừa ăn mới thấy vị thơm ngon của vịt. Vịt có nhiều loại, nếu quay, nướng thì chọn những con nhỏ, nếu để nấu cháo sẽ lọc những con to có nhiều thịt.
Để vịt cỏ giả qua mặt được khách, quan trọng nhất là khâu tẩm ướp gia vị. Gia vị để ướp vịt phải là dầu thơm, lá móc mật, cùng với hàng chục nguyên liệu tẩm ướp khác, đặc biệt phải cho thực khách thưởng thức theo kiểu vừa thổi, vừa ăn mới thấy vị thơm ngon của vịt. Chính việc chính quyền địa phương thờ ơ, trong khi người nông dân cũng có cái khó của họ đã tiếp tay cho các cơ sở kinh doanh qua mặt khách hàng để treo đầu dê, bán thịt chó lừa thực khách. Do đó, phải là người nuôi vịt và sành ăn mới phát hiện được đâu là vịt cỏ, vịt ngon.
Trước nguy cơ như vậy nhưng việc phát triển con giống vật nuôi bản địa người chăn nuôi thờ ơ. Trung tâm Phát triển chăn nuôi Hà Nội đang tập trung đưa những giống vật nuôi bản địa, chất lượng tốt như vịt cỏ (Vân Đình, Ứng Hòa) vào chăn nuôi. Tuy nhiên, trên thực tế có rất ít hộ tham gia vào công tác bảo tồn gien cũng như nuôi các loại vật nuôi này, khiến công tác nhân rộng gặp nhiều khó khăn. Huyện Ứng Hòa, trung tâm chăn nuôi vịt của Hà Nội, nơi đâu cũng thấy biển hiệu chào bán vịt cỏ (Vân Đình) nhưng thực chất vịt cỏ không nhiều mà người dân chủ yếu nuôi vịt bầu cánh trắng. Ứng Hòa nói chung và Vân Đình nói riêng còn rất ít hộ giữ được giống vịt cỏ mà hầu hết chuyển sang nuôi vịt cánh trắng, các hộ nuôi vịt không mặn mà với giống vịt cỏ truyền thống, hầu hết các hộ chuyển sang nuôi vịt cánh trắng.
Hiện nay, Hà Nội đang tái cơ cấu ngành chăn nuôi trong việc tạo chuỗi liên kết, xúc tiến thương mại hình thành rõ nét 08 chuỗi liên kết chăn nuôi tiêu thụ sản phẩm trong đó có vịt cỏ Vân Đình bên cạnh việc phát triển giống chất lượng cao, chăn nuôi công nghiệp cần duy trì và phát triển giống bản địa như vịt Cỏ này, tập trung xây dựng nhãn hiệu, thương hiệu sản phẩm chăn nuôi của Hà Nội và những địa danh đã có tiếng trong đó có vịt Cỏ Vân Đình để cung cấp cho người tiêu dùng tại Hà Nội và các tỉnh, thành.
Bên cạnh đó, món đặc sản tiết canh cũng có vấn đề về an toàn vệ sinh thực phẩm vào mùa dịch. Hầu hết các quán vịt ở Vân Đình đều trương biển thông báo có tiết canh, trong khi Hà Nội có vẻ đã kín đáo hơn khi nhiều quán chỉ mang ra nếu khách hỏi do thực khách lo ngại dịch cúm không ăn Hà Nội, Thủ phủ vịt vẫn sản xuất tiết canh và tiêu thụ, ngay cả khi trong mùa dịch cúm gia cầm, các lò nướng vịt tự động vẫn hoạt động hết công suất, lượng vịt tiêu thụ tại đây mỗi ngày là không hề nhỏ. Mặc dù đã có quy định cấm chế biến tiết canh từ các loại gia cầm. Nhưng tại các quán vịt ở đây, tiết canh vẫn được sản xuất và tiêu thụ khá mạnh, việc chế biến nhiều nơi rất mất vệ sinh.